# Robert Aldrich
Pour les articles homonymes, voir Aldrich.
Robert Aldrich est un réalisateur, scénariste et producteur américain né le 9 août 1918 à Cranston (Rhode Island) et mort le 5 décembre 1983 à Los Angeles (Californie).
Il s'est fait connaître par des films tels que Vera Cruz (1954), En quatrième vitesse (1955), Le Grand Couteau (1955), Attaque (1956), Qu'est-il arrivé à Baby Jane ? (1962), Chut... chut, chère Charlotte (1964), Les Douze Salopards (1967) ou Plein la gueule (1974), films considérés comme ayant contribué au renouvellement de différents genres cinématographiques : westerns, films policiers, films d'action, drames sociaux.

## Biographie

### Jeunesse et formation
Robert Burgess Aldrich est né dans une famille fortunée. Il est le fils de Lora Elsie (née Lawson) issue d'une famille autrichienne de confession juive, et de Edward Burgess Aldrich, patron de presse de Rhodes Island et personnalité politique du Parti républicain, par ailleurs, il est le neveu de John D. Rockefeller. Après ses études secondaires à la Moses Brown School (en), de Providence, il suit des études de droit et d’économie à l'Université de Virginie,. En 1941, il abandonne ses études universitaires avant d'obtenir son diplôme, car peu intéressé par une carrière dans la finance et en conflit avec sa famille à cause de ses sympathies pour les idées de la gauche américaine.

### Carrière

#### Débuts dans le cinéma
En 1941, après son mariage avec Harriet Foster, il part pour Hollywood, et grâce à une recommandation de son oncle Winthrop W. Aldrich, dont le fils travaille à la RKO, il se fait embaucher par la RKO Pictures ; sa formation lui permet d’accéder à un poste à l'administration de la production. Son entrée dans le monde du cinéma est désapprouvée par sa famille qui le déshérite.
En 1942, il passe de l'administration de la production à la gestion logistique des films en devenant second assistant réalisateur, ce qui lui permet de travailler auprès de Robert Stevenson, Irving Reis, Richard Wallace, Edward Dmytryk, William A. Seiter, Leslie Goodwins, John H. Auer, etc., et d'observer leur manière de faire.
Pendant la Seconde Guerre mondiale, il est réformé pour des séquelles d'une blessure au genou. Le manque de main-d'œuvre à Hollywood lui permet d'accéder au poste de premier assistant réalisateur sur des courts métrages.
Il quitte la RKO Pictures en 1944 pour travailler aux The Enterprise Studios (en) jusqu'à son rachat par la Metro-Goldwyn-Mayer en 1948. Pendant cette période il assiste Jean Renoir (L'Homme du Sud, 1945), William A. Wellman (Les forçats de la gloire, 1945), Leslie Fenton (Pardon my past, 1945), Albert Lewin (The Private Affairs of Bel Ami, 1947), Robert Rossen (Sang et or, 1947), Lewis Milestone (Arc de triomphe, 1948), Richard Fleischer (So This Is New York, 1948), Abraham Polonsky (L'enfer de la corruption, 1948), Max Ophüls (Pris au piège, 1949).
Aldrich continue son apprentissage, toujours comme assistant réalisateur auprès de Lewis Milestone (Le poney rouge, 1949), Roy Del Ruth (Feu rouge, 1949), Richard Wallace (L'amour a toujours raison, 1949), Alexander Hammid et Irving Reis (Enchantement musical, 1951), Joseph Losey (M, 1951 ; Le Rôdeur, 1951), Irving Reis (New Mexico (en), 1951), Charlie Chaplin (Les Feux de la rampe, 1952), Charles Lamont (Les Joyeux Pirates/Abbott and Costello Meet Captain Kidd, 1952).

Cette première partie de carrière, riche en collaborations, lui permet d'acquérir un solide savoir-faire : 

« Ce qu'on apprend à ne pas faire est aussi important que ce qu'on apprend à faire. On observe les maîtres dont Milestone, Losey, Wellman, Dassin, Reis et on apprend beaucoup… J'ai travaillé aussi avec de très mauvais réalisateurs que je ne nommerai pas, et dans ces cas, on se promet de ne pas faire les erreurs qu'ils font. »

Parallèlement Robert Aldrich se passionne pour le théâtre, plus spécialement pour les auteurs d'avant-garde et de gauche rassemblés autour du Group Theatre (New York City) (en),, il découvre des auteurs et des acteurs comme Harold Clurman (en), Lee Strasberg, Cheryl Crawford, Stella Adler, Morris Carnovsky, Clifford Odets, Sanford Meisner, Elia Kazan, Harry Morgan, Robert Lewis (director) (en), John Garfield, Canada Lee, Franchot Tone, Frances Farmer, Phoebe Brand (en), Ruth Nelson, Will Geer, Howard Da Silva, Sidney Lumet, John Randolph, J. Edward Bromberg, Michael Gordon, Paul Green, Marc Blitzstein, Paul Strand, Anna Sokolow, Lee J. Cobb, Roman Bohnen, Jay Adler, Luther Adler, Don Richardson (director) (en), Sidney Kingsley (en), Robert Ardrey, Irwin Shaw, et des œuvres qui l'inspireront, comme Le Grand Couteau adaptation d'une pièce de Clifford Odets.
Par manque d'opportunités pour tourner des films à Hollywwod, il emménage à New York pour offrir ses services à la télévision en plein essor, et grâce à William Butler, Robert Aldrich commence sa carrière de réalisateur, en tournant des épisodes de diverses séries pour la CBS (série Schlitz Playhouse of Stars) puis la NBC (Four Star Playhouse, The Doctor, China Smith (en)). Il continuera sa participation à la télévision jusqu'en 1959, en tournant notamment les épisodes pilotes des séries Aventures dans les îles et Hotel de Paree (en). Grâce aux relations qu'il a nouées en tant que réalisateur à Hollywood, il fait intervenir des vedettes de premier plan comme Ida Lupino, Charles Boyer, David Niven, Dick Powell, Warner Anderson dans des épisodes de séries, il révèlera Charles Bronson et Joan Camden, etc.
En 1953, Aldrich tourne son premier long métrage lorsque la MGM le retient pour la réalisation de Big Leaguer avec Edward G. Robinson, qui sera avec Plein la gueule son seul film d'inspiration sportive.

#### Le western revisité
C'est en s'inspirant de la série China Smith (en) qu'il réalise son deuxième film, Alerte à Singapour,, qui est son premier film noir.
Ce film est remarqué par Burt Lancaster et Harold Hecht qui confient à Aldrich leur prochaine production Bronco Apache en 1954. Le personnage de Massaï interprété par Burt Lancaster est « le dernier Apache qui lutte au monde ». Bronco Apache est l'un des premiers films hollywoodiens à prendre fait et cause pour les Indiens, quatre ans après La Flèche brisée et La Porte du diable. Bien que la fin qui prévoyait la mort de Massaï ait été transformée en happy end sous la pression d'United Artists, le film est en rupture avec les Indiens renégats ou fiers guerriers d'Hollywood et Aldrich dira plus tard que son film « avait quinze ans d'avance sur son temps et prenait une position très ferme par rapport aux atroces injustices subies par les Indiens. » Le film est particulièrement remarqué et remporte un grand succès public ce qui permet à Aldrich de rempiler sur la production suivante de Hecht-Hill-Lancaster, Vera Cruz.

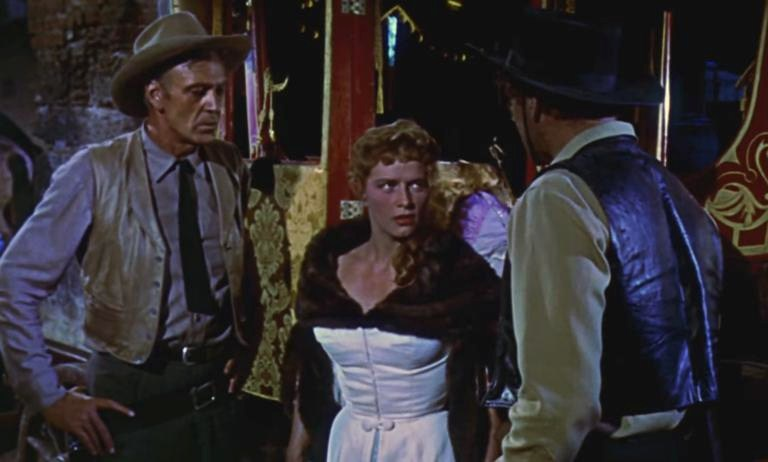
Gary Cooper, Denise Darcel et Burt Lancaster (de dos) dans Vera Cruz.

Vera Cruz, qui sort quelques mois après Bronco Apache, est une production importante pour l'époque, d'un coût de trois millions de dollars, mais il est tourné dans une grande improvisation. Celle-ci sera plutôt profitable au film. Comme Bronco Apache, Vera Cruz marque une rupture dans l'histoire du western. C'est la première fois qu'on ose porter à l'écran des héros aussi crapuleux et violents, attirés par le seul appât du gain et étrangers à toute morale. Même si son personnage évolue positivement, Gary Cooper y incarne le rôle le plus noir de sa carrière. Vera Cruz annonce le western des années 1960 : Les Sept Mercenaires, Pour une poignée de dollars et surtout La Horde sauvage. Le film remporte à nouveau un énorme succès, succès qui lui permet de créer sa compagnie de production, Aldrich est désormais perçu comme un cinéaste visionnaire. Il a toute liberté pour son film suivant qu'il auto-produit, En quatrième vitesse.

#### L'apocalyptique du film noir et les démêlés avec la Columbia
Après avoir revisité le western, Robert Aldrich s'attaque au film noir en tournant après Alerte à Singapour, En quatrième vitesse et Racket dans la couture, il reprendra le genre du film noir en 1971 avec Pas d'orchidées pour Miss Blandish d'après le roman de James Hadley Chase et en 1975 avec La Cité des dangers, d'après le roman City of Angels de Steve Shagan,.
Ses trois premiers films noirs sont en rupture avec le genre, violences, dureté, meurtres en cascade sur fond de pessimisme, de cynisme, de désenchantement.
Dans Alerte à Singapour, on retrouve une mise en scène de la violence (succession de meurtres) et une révision de l'atmosphère tragique des premiers films noirs comme Le Faucon maltais (The Maltese Falcon) de John Huston, La Clé de verre (The Glass Key) de Stuart Heisler, Adieu, ma belle (Murder My Sweet) de Edward Dmytryk, Assurance sur la mort (Double Indemnity) de Billy Wilder, Laura (Laura) d'Otto Preminger, etc., le tragique cède le pas au nihilisme et au désespoir, le personnage principal est un anti-héros, il ne réenchante pas le monde corrompu par ses actions rédemptrices.
En quatrième vitesse,,, est l'adaptation d'un roman policier de Mickey Spillane, de la série Mike Hammer, qu'il transforme en cauchemar apocalyptique nucléaire, le personnage du privé Mike Hammer est un antihéros opportuniste, misogyne, brutal, cynique, dénué de toute compassion sauf pour sa secrétaire Velda, ne cherchant nulle vérité mais cherchant surtout à se sauver d'une situation malencontreuse, traversant les bagarres et fusillades en gardant une tenue impeccable sous les yeux mi amusés, mi soucieux de Velda, tout cela sur un fond d’anxiété paranoïaque.
En quatrième vitesse est inscrit au National Film Registry de la Bibliothèque du Congrès en 1999.
Le succès commercial d'En quatrième vitesse permet à Aldrich de monter sa société de production, Associates and Aldrich en 1955. La première production de la compagnie est Le Grand Couteau, adaptation d'une pièce à succès de Broadway écrite par Clifford Odets, à cette occasion, il dirige pour la première fois Jack Palance. Le film aborde le milieu du cinéma, et Aldrich en profite pour peindre le portrait d'un producteur qui endosse toutes les tares d'Hollywood et les bassesses de la nature humaine. Le personnage se veut une synthèse de Louis B. Mayer, Jack Warner et Harry Cohn. « Il est bien évident que Rod Steiger et moi, nous nous sommes amusés à en remettre un peu. » le film est un échec commercial mais remporte le Lion d'argent de la Mostra de Venise.
En difficulté financière, Aldrich doit signer un contrat de deux ans pour la Columbia Pictures dirigée par Harry Cohn et tourne le mélodrame, Feuilles d'automne avec Joan Crawford. Feuilles d'automne est un mélodrame noir, qui porte un regard de compassion sur une femme, Millie, de cinquante ans solitaire, indépendante qui tombe sous le charme d'un trentenaire, Burt, qui s'avère avoir développé des troubles psychiatriques conséquences de traumatismes liés à sa participation aux combats de la guerre de Corée et d'avoir découvert à sa démobilisation que son père couchait avec son épouse. Millie arrive à convaincre Burt à suivre une psychothérapie dans un établissement spécialisé. C'est le premier film qui aborde ce qui sera appelé plus tard les troubles de stress post-traumatique (TSPT) et les bienfaits de la psychothérapie, film étonnamment optimiste qui sort du nihilisme des films précédents, puisque Burt guérit, l'amour de Millie et sa confiance en l'avenir gagnent. Le public américain ne comprend pas le film, mais il est salué à la Berlinale où il remporte un Ours d'argent.

#### Le film de guerre revisité

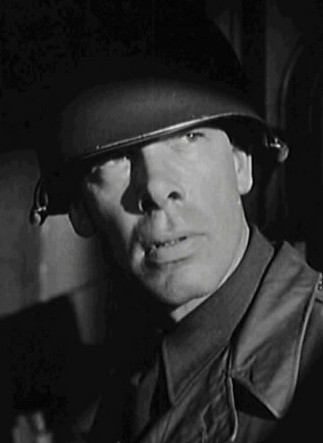
Lee Marvin dans la bande-annonce d’Attaque.

Pour la deuxième production d’Associates and Aldrich, Robert Aldrich réalise son premier film de guerre, Attaque, adaptation d'une pièce de théâtre Fragile Box par Norman A. Brooks, qu'il engagera comme scénariste. Pour le casting, il fait à nouveau appel à Jack Palance. Aldrich renoue avec son cinéma violent et sans concession. Il rompt avec les films de guerre qui font l'apologie de l'US Army se battant pour la démocratie, ou qui dénoncent la guerre comme une absurdité. Aldrich refuse de montrer le grand spectacle de la guerre, aucune scène de bataille épique. Ce qui intéresse Aldrich ce sont les hommes dans la guerre, et tout particulièrement la tension qui règne entre eux, leurs traumatismes. Il insiste également sur la lâcheté, le carriérisme d'officiers ne pensant qu'à leur médaille, leur incompétences, l’alcoolisme de certains, leur organisation de trafics internes. Il n'y a pas de héros mais des hommes ordinaires avec leurs vices et leurs vertus qui survivent comme ils peuvent aux épreuves de la guerre. Ce film, sortant des canons établis du genre, est l'un des rares films hollywoodien à n'avoir pas reçu le soutien technique et matériel de l'US Army.
Si le film est très mal accueilli aux États-Unis, en revanche, il est encensé en Europe où il remporte le prix de la critique à la Mostra de Venise 1956.

#### La corruption au sein des entreprises
Racket dans la couture (The Garment Jungle),, deuxième de la Columbia, a pour sujet le monde de la corruption dans le milieu de la mode, du cynisme des grandes entreprises prêtes à tout pour assurer leur hégémonie, de l'influence du crime organisé sur les syndicats. Ce film porte un regard pessimiste sur les luttes sociales minées par la corruption et la violence de la mafia, du monde de la mode identifié à une jungle sans foi ni loi, faite de compétition brutale, de lutte par la terreur. Refusant les consignes de la Columbia quant à la fin du film (happy end), il est congédié et c'est Vincent Sherman qui tournera la fin.
Après Attaque, les exigences de Robert Aldrich sont des provocations de trop, Harry Cohn, directeur de la Columbia Pictures, qui s'était sans doute reconnu dans le personnage du producteur du Le Grand Couteau (1957) licencie Robert Aldrich qu'il soupçonne en plus d'être sympathisant communiste. Rejeté par la Columbia et les autres majors de Hollywood qui ne le lui font plus confiance, Aldrich doit s'exiler en Europe à la fin des années 1950.

#### L'exil européen
À Berlin, il tourne pour la Hammer Film Productions et l'UFA Tout près de Satan, ce film a tout pour réussir, Robert Aldrich en a rédigé le scénario, la distribution est prestigieuse Jack Palance, Jeff Chandler et Martine Carol, mais le montage fait par la Hammer Film Productions et l'UFA est désastreux, c'est un échec, au grand dam de Robert Aldrich qui n'a pas eu son mot à dire. Il enchaîne avec Trahison à Athènes, produit par une succursale britannique de la Metro-Goldwyn-Mayer. Malgré la présence de Robert Mitchum et de Donald Wolfit, Trahison à Athènes ne peut se sauver d'un scénario plus que convenu. Robert Aldrich rencontre de grandes difficultés pour diriger des équipes étrangères et polyglottes et à comprendre les critères des maisons de production européenne. Il retourne temporairement aux États-Unis pour tourner El Perdido écrit par Dalton Trumbo, produit et interprété par Kirk Douglas. Il apporte sa pierre à la production des péplums des années 1960, en réalisant avec Sergio Leone le film biblique Sodome et Gomorrhe. Ce film détonne dans la filmographie d'Aldrich, pourtant de sa bouche même n'affirme-t-il pas que : « Chaque réalisateur devrait avoir un film biblique à son actif, même s'il n'y a pas grand-chose à en tirer. » Phrase paradoxale, en fait pour lui il s'agissait d'une étape pour voir s'il était capable de sortir de son style, de ne pas s'imiter. Les critiques, très favorables à Aldrich, commencent à douter de son talent.

#### Retour d'exil, une carrière en dents de scie
Robert Aldrich retourne aux États-Unis en 1962 et commence à travailler à Qu'est-il arrivé à Baby Jane ?, Ce film avec Chut... chut, chère Charlotte redonne une place à des actrices telles que Bette Davis, Joan Crawford, Olivia de Haviland, Agnes Moorehead que Hollywood avait reléguées du fait de leur âge. Avec Qu'est-il arrivé à Baby Jane ?, Aldrich renoue avec le style de ses débuts et explore à nouveau le microcosme hollywoodien avec sa dureté. Il pousse la confrontation entre Bette Davis et Joan Crawford, dans des rôles de stars déchues, aux limites de la jalousie morbide, de la cruauté et de la folie. Le film est accueilli très favorablement par le public qui lui fait un triomphe alors qu'il est sifflé par les critiques au Festival de Cannes. Ce succès amène Aldrich à tenter de reformer l'équipe du film (Olivia de Haviland devra remplacer Joan Crawford) dans Chut... chut, chère Charlotte (1964) qu'il réalise juste après son western parodique, Quatre du Texas (1963). Le seul film de cette période qui connut un échec commercial est Le Vol du Phœnix (1966) avec James Stewart à cause d'un scénario jugé peu plausible. Cependant Aldrich est de nouveau sollicité par les studios.

La MGM lui confie Les Douze Salopards en 1967. Il aborde à nouveau la violence dans la guerre, et surtout les exactions des militaires. Aucun des héros n'est sympathique et pourtant la plupart mourront en faisant leur devoir. 

« J'ai essayé de dire dans ce contexte, que ce ne sont pas seulement les Allemands qui prennent prétexte de la guerre pour commettre des actions particulièrement atroces, et que les Américains et d'autres aussi agissent de même. La guerre est déshumanisante. Il n'y a pas de guerre propre. Quand quelqu'un est impliqué dans une guerre, il l'est bel et bien, point final. »

Le succès du film permet à Aldrich d'acquérir ses propres studios. Il rachète les anciens studios de la Famous Players-Lasky construits en 1913.
Après ce succès, Aldrich revient à un sujet qui le fascine, Hollywood, dans Le Démon des femmes qu'il réalise pour la MGM et qui est une nouvelle description impitoyable des mœurs hollywoodiens. Le film est un échec et Aldrich tente de renflouer ses finances en reprenant les recettes de Qu'est-il arrivé à Baby Jane ? et Chut... chut, chère Charlotte avec Faut-il tuer Sister George ?(1968). Cette fois-ci l'action se déroule dans le milieu de la télévision et des séries, l'actrice June Buckridgean (interprétée par Beryl Reid) tient le rôle principal d'une série radiophonique "Applehurst", série valorisant les actions d'une infirmière, Sister George. Dans la vie réelle la personnalité de June Buckridgean est bien loin de Sister George, c'est une lesbienne violente, alcoolique et paranoïaque. Ses rapports avec la direction de la station radiophonique met en exergue les bassesses et intrigues du milieu de la radio. Le film suscite les indignations, mettre en scène une lesbienne, alcoolique et manipulatrice de surcroît, est intolérable en regard des codes moraux de l'époque. Certaines salles classent le film comme X, c'est la mort du film.
Aldrich, pour sauver son studio, entreprend un nouveau film de guerre, Trop tard pour les héros en 1970. Durant la guerre du Pacifique, une patrouille anglaise accompagnée d'un lieutenant américain se retrouve piégée derrière les lignes japonaises. C'est de nouveau le comportement des hommes qui intéresse Aldrich pour qui les actes héroïques ne sont que le fruit du hasard. Lâcheté et courage sont d'égales valeurs. La guerre est à nouveau décrite comme sale, cruelle et violente, à l'opposé des films hollywoodiens qui mettent en valeur héroïsme et courage. Comme les précédents films réalisés dans ses studios, le film est un échec commercial. Aldrich se tourne alors vers le film de gangsters, Pas d'orchidées pour miss Blandish (1971) dans lequel il peut donner libre cours à son goût pour les personnages violents, antipathiques, névrosés et psychopathes. L'année suivante, il retrouve Burt Lancaster dans Fureur apache et les thèmes développés dans Bronco Apache. Mais cette fois-ci Aldrich, à contre-courant des westerns pro-indiens radicaux et bien-pensants de l'époque, évoque la violence d'hommes en lutte pour leur survie. Le film est mal compris et accusé de racisme. Pourtant les scènes finales d'action, obligatoires dans le genre, montrent le chef apache Ulzana et cinq guerriers, maîtriser remarquablement le terrain montagneux, tuer leurs sept poursuivants blancs -parmi lesquels le héros Macintosh/ Burt Lancaster qui mourra lentement de ses blessures-, capturer la plupart de leurs chevaux. Seule l'intervention-surprise d'un huitième adversaire, Ke-Ny-Tay, tout à la fois éclaireur Apache de la cavalerie U.S. et beau-frère d'Ulzana, les met en déroute et fait disperser toutes leurs prises animales. Il avait auparavant poignardé un septième guerrier, l'éclaireur d'Ulzana, qui venait d'éventer et de déjouer un piège tendu par le commandant aux six autres assaillants montagnards du groupe MacIntosh. Ulzana et un guerrier survivent malgré tout aux combats, indemnes, dans un rapport de force de six contre huit.
. Mais à la suite de cet échec commercial Aldrich doit se résoudre à vendre son studio. Il prévoyait d'y tourner de huit à seize films sur une période de cinq ans. En 1973, il n'en aura réalisé que cinq et produit qu'un seul (Qu'est-il arrivé à tante Alice ? de Lee H. Katzin). Aldrich conserve cependant sa société de production renommée en Aldrich Company. Cinéaste de l'affrontement, des corps à corps, Robert Aldrich va transposer ceux-ci dans le milieu des vagabonds de la Grande dépression avec L'Empereur du Nord (1973) avant de trouver dans le sport et Plein la gueule (1974) avec Burt Reynolds un sujet qui convient à son cinéma physique. Il retrouve Burt Reynolds l'année suivante dans le polar noir, La Cité des dangers. Ces deux films sont des succès public, et Aldrich se voit confier par Lorimar Productions la réalisation de L'Ultimatum des trois mercenaires. Mais, charcuté au montage par la production, le film est un échec. Lorimar garde cependant sa confiance en Aldrich et produit Bande de flics qui est un nouvel échec. Le ton violent et grossier du film et des policiers est rejeté par la critique et les spectateurs. Pour retrouver le succès, Aldrich se lance dans l'humour juif, alors à la mode, qu'il transpose dans l'univers des westerns dans Le Rabbin au Far West (1979).

Pour son dernier film, Deux Filles au tapis (1981), avec Peter Falk, sur le catch féminin, Aldrich réussit son dernier morceau de bravoure cinématographique : 

« C'est un mélange de sophistication et de brutalité, de musique et de hurlements, de chorégraphie et de coup de poings, de sang et de strass, d'élégance et de violence, dont la réussite peut être considérée comme une sorte de testament esthétique du cinéaste Robert Aldrich. »

### La fin
Après Deux Filles au tapis, Robert Aldrich, fatigué par la maladie, se retire du cinéma.
Après avoir été hospitalisé au Centre médical Cedars-Sinaï de Los Angeles, il meurt le 5 décembre 1983 des suites d'une insuffisance rénale aiguë dans sa résidence de Los Angeles (Californie),.
Il repose au Forest Lawn Memorial Park (Hollywood Hills)

### Famille et vie privée
Robert Aldrich s'est marié deux fois :
1. Harriet Foster, de 1941 à 1965
2. Sibylle Siegfried, de 1966 à son décès.

De l’union avec Harriet Foster, sont nés quatre enfants : Adell, William, Alida et Kelly. Leur fille Adell Aldrich a fait carrière dans l'industrie du cinéma et leur fils William Aldrich est producteur et acteur de cinéma.

## Récompenses et distinctions

### Récompenses
- 1955 : lauréat du Lion d'Argent décerné par le jury de la Mostra de Venise pour Le Grand Couteau (The Big Knife)[7],
- 1956 : lauréat Ours d'Argent décerné par le jury lors de la Berlinale 1956, pour Feuilles d'automne (Autumn Leaves)[7],
- 1956 : lauréat du Prix Pasinetti décerné par le Sindacato Nazionale Giornalisti Cinematografici lors de la Mostra de Venise pour Attaque (Attack)
- 1982 : lauréat du Prix Hochi Film mention "Best International Picture/ Meilleur film international" décerné par le journal nippon Hōchi Shinbun pour Deux Filles au tapis (…All the Marbles)

### Nominations
- 1955 : Lion d'Or de la Mostra de Venise pour Le Grand Couteau (The Big Knife)
- 1956 : Lion d'Or de la Mostra de Venise pour Attaque (Attack)
- 1963 : Palme d'or du Festival de Cannes pour Qu'est-il arrivé à Baby Jane (What Ever Happened to Baby Jane ?)[60],
- 1963 : DGA Award pour Qu'est-il arrivé à Baby Jane (What Ever Happened to Baby Jane ?)
- 1965 : Golden Laurel Award mention "Productor-Director/ producteur-réalisateur".
- 1967 : Golden Laurel Award mention "Productor-Director/ producteur-réalisateur"
- 1968 : Golden Laurel Award mention "Productor-Director/ producteur-réalisateur"
- 1968 : DGA Award pour Les Douze Salopards (The Dirty Dozen)
- 1970 : Golden Laurel Award mention "Productor-Director/ producteur-réalisateur"

## Filmographie

### Cinéma

#### Réalisateur
- 1953 : Big Leaguer
- 1953 : Alerte à Singapour (World for Ransom)
- 1954 : Bronco Apache (Apache)
- 1954 : Vera Cruz (Vera Cruz)
- 1955 : En quatrième vitesse (Kiss Me Deadly)
- 1955 : Le Grand Couteau (The Big Knife)[61]
- 1956 : Attaque (Attack)
- 1956 : Feuilles d'automne (Autumn Leaves)
- 1956 : Racket dans la couture (The Garment Jungle) terminé par Vincent Sherman
- 1959 : Tout près de Satan (Ten Seconds to Hell)
- 1959 : Trahison à Athènes (The Angry Hills)
- 1961 : El Perdido (The Last Sunset)
- 1962 : Qu'est-il arrivé à Baby Jane ? (What Ever Happened to Baby Jane?)[62]
- 1962 : Sodome et Gomorrhe (Sodom and Gomorrah)
- 1963 : Quatre du Texas (Four for Texas)
- 1964 : Chut... chut, chère Charlotte (Hush… Hush, Sweet Charlotte)
- 1965 : Le Vol du Phœnix (The Flight of the Phoenix)[63]
- 1967 : Les Douze Salopards (The Dirty Dozen)[64]
- 1968 : Le Démon des femmes (The Legend of Lylah Clare)[65],[66]
- 1968 : Faut-il tuer Sister George ? (The Killing of Sister George)
- 1970 : Trop tard pour les héros (Too Late the Hero)
- 1971 : Pas d'orchidées pour miss Blandish (The Grissom Gang)
- 1972 : Fureur apache (Ulzana's Raid)[67]
- 1973 : Plein la gueule (The Longest Yard)
- 1973 : L'Empereur du Nord (The Emperor of the North)
- 1975 : La Cité des dangers (Hustle)
- 1977 : Bande de flics (The Choirboys)
- 1977 : L'Ultimatum des trois mercenaires (Twilight's Last Gleaming)
- 1979 : Le Rabbin au Far West (The Frisco Kid)
- 1981 : Deux Filles au tapis (…All the Marbles)[68].

#### Scénariste
- 1956 : The Gamma People
- 1959 : Tout près de Satan
- 1963 : Quatre du Texas
- 1970 : Trop tard pour les héros

#### Producteur
- 1952 : The First Time par Frank Tashlin
- 1954 : Alerte à Singapour
- 1955 : En quatrième vitesse
- 1955 : Le Grand Couteau
- 1956 : Attaque ![69]
- 1962 : Qu'est-il arrivé à Baby Jane ?
- 1963 : Quatre du Texas[70]
- 1964 : Chut... chut, chère Charlotte
- 1965 : Le vol du Phénix
- 1968 : Le Démon des femmes
- 1968 : Faut-il tuer Sister George ?
- 1969 : Qu'est-il arrivé à tante Alice ? par Lee H. Katzin
- 1969 : The Greatest Mother of Them All (en)
- 1970 : Trop tard pour les héros
- 1971 : Pas d'orchidées pour miss Blandish
- 1975 : La Cité des dangers

### Télévision (réalisateur)
- 1952 : participation à la série Schlitz Playhouse of Stars pour l'épisode The Pussyfootin' Rocks
- 1952 : participation à la série China Smith, pour deux  épisodes ("Straight Settlement" et  "Shanghai Clipper")
- 1952/1953 : participation à la série The Doctor pour quatre épisodes ("Blackmail", "The Guest", "A Tale of Two Christmases", "Take the Odds")
- 1953/1954 : participation à la série Four Star Playhouse pour cinq épisodes ("The Squeeze", "The Witness", "The Hard Way", "The Gift", "The Bad Streak")
- 1959 : participation à la série Hotel de Paree (en) pour un épisode ("Sundance Returns")
- 1959 : participation à la série Aventures dans les îles pour deux épisodes (La Perle noire/The Black Pearl et Safari en mer/ Safari at Sea)